# Jess Willard
Jess Willard (Pottawatomie, 29 de Dezembro de 1881 — Los Angeles, 15 de Dezembro de  1968) foi um pugilista americano, campeão mundial dos pesos-pesados entre 1915 e 1919.

## Biografia
Willard cresceu em uma fazenda e trabalhou como cowboy durante uma boa parte de sua juventude, tendo começado sua carreira no boxe tardiamente, quando já tinha 30 anos de idade.
Surgindo em 1911, o gigante Willard, que media nada menos do que 1,99 m de altura, logo passou a ser considerado "a grande esperança branca", em uma época de extrema segragação racial nos Estados Unidos, aonde a sociedade branca anseava pela retomada do título das mãos do campeão Jack Johnson, que era um homem negro.
Johnson mantinha o cinturão dos pesos-pesados desde 1908, tendo conseguido se sobrepujar a todos os lutadores brancos que resolveram desafiar o seu título até então. Porém, contra o grandalhão Willard, o reinado de Johnson estava realmente ameaçado.
A luta entre Willard e Johnson, ocorrida em 1915, foi realizada em Havana, a capital de Cuba, debaixo de um sol escaldante. Programada para durar 45 assaltos, a luta terminou no 26º assalto, quando Willard conseguiu nocautear o campeão. Vitorioso, Willard foi consagrado o novo campeão mundial dos pesos-pesados, pondo fim ao longo reinado de Johnson.
Um ano mais tarde, Johnson alegou que teria perdido a luta intencionalmente, ao que Willard respondeu ironicamente que se ele pretendia entregar a luta, que o tivesse feito rapidamente, lembrando-se do calor insuportável que fazia no dia da luta.
Depois de ter se tornado campeão mundial, Willard defendeu seu título com sucesso em 1916, contra Frank Moran. Três anos mais tarde, porém, em sua segunda tentativa de defesa, Willard acabou perdendo seu cinturão para Jack Dempsey, em uma luta na qual Dempsey massacrou Willard. Nocauteado 7 vezes no 1º assalto, Willard conseguiu resistir até o término do 3º assalto, mas foi impedido de retornar para o round seguinte, em virtude das múltiplas lesões em seu rosto.
Willard decidiu se aposentar depois dessa sua traumática perda de título, porém, em 1923, acabou retornando aos ringues para um duelo contra Floyd Johnson. Já aos 41 anos de idade, Willard era tido como o azarão da luta, porém, ao nocautear seu rival no 11º round, o ex-campeão mundial dos pesados Jess Willard obteve a vitória. Em sua luta seguinte, porém, Willard foi acabou sendo nocauteado pelo argentino Luis Ángel Firpo, o que selou de vez o final de sua carreira.
Willard faleceu em 1968, aos 86 anos de idade. Seu corpo encontra-se sepultado no Forest Lawn Hills Cemetery, em Los Angeles.
Em 2003, Jess Willard foi incluído na galeria dos melhores boxeadores de todos os tempos, que hoje estão imortalizados no International Boxing Hall of Fame.